# (140288) 2001 SN289
(140288) 2001 SN289 est un astéroïde Apollon et aréocroiseur, classé comme potentiellement dangereux. Il fut découvert par NEAT à l'observatoire Palomar le 29 septembre 2001.